# Road Trip
Road Trip (Road Trip - Sem Regras (título em Portugal) ou Caindo na Estrada (título no Brasil)) é um filme de comédia de estrada americano lançado em 2000 escrito por Todd Phillips e Scott Armstrong e dirigido por Phillips. O filme é estrelado por Breckin Meyer, Seann William Scott, Paulo Costanzo e DJ Qualls como quatro amigos de faculdade que embarcam em uma viagem de 1800 milhas para recuperar uma fita ilícita enviada por engano para uma namorada.
A fictícia Universidade de Ithaca é baseada no Ithaca College e na Universidade Cornell, ambas localizadas em Ithaca, Nova York. As filmagens ocorreram de 16 de outubro de 1999 a 27 de dezembro de 1999 nos campi da Woodward Academy, da Georgia Tech, da Universidade Emory e da Universidade da Geórgia.
O filme estreou em 19 de maio de 2000, ao lado de Dinosaur e Small Time Crooks. E ficou na 3ª posição na bilheteria norte-americana, faturando US$ 15,484,004 no primeiro final de semana. Site de agregação de revisões Rotten Tomatoes dá ao filme uma classificação de aprovação de 57% com base em 91 avaliações. O consenso é: "Algum humor é imprevisível, dependendo do gosto do público, mas o filme é engraçado em geral. Comentários mistos para o elenco, especialmente para Tom Green da MTV". Em Metacritic, o filme tem uma pontuação de 55 em 100 com base em 32 avaliações, indicando "revisões mistas ou médias".
Uma sequência diretamente em vídeo intitulada Road Trip: Beer Pong foi lançada em 11 de agosto de 2009, desta vez pela Paramount Famous Productions, quando a Paramount Pictures adquiriu o catálogo anterior da DreamWorks em sua compra da empresa em 2006 (desfeita). Apenas dois do elenco original ou da equipe aparecem no filme, DJ Qualls como Kyle Edwards e Rhoda Griffis como mãe do grupo de turismo. Breckin Meyer e Amy Smart também estrelam juntos como um casal na comédia de 2001 Rat Race.

## Sinopse
O filme começa na fictícia universidade de Ithaca (baseada no Colégio Ithaca), com Barry (Tom Green) dando um passeio pelo campus com um grupo de pessoas desinteressadas.
Quando um dos integrantes da excursão pergunta algo interessante que tenha acontecido na universidade, Barry começa a sua história. Ele fala sobre seu suposto amigo, Josh Parker (Breckin Meyer), um estudante universitário que sempre foi fiel à sua  namorada de longa distância e amiga de infância Tiffany (Rachel Blanchard), que estuda na Universidade de Austin (baseada na Universidade do Texas). Josh envia acidentalmente um vídeo seu a traindo com uma garota da universidade, Beth (Amy Smart). E agora ele e mais três amigos precisam partir de Ithaca, no estado de Nova York, para a cidade de Austin, a mais de três mil quilômetros de distância, e tentar fazer com que o vídeo não chegue até sua namorada, e salvar seu relacionamento.

## Elenco
- Breckin Meyer como Josh Parker
- Seann William Scott como  E.L. Faldt
- Paulo Costanzo como Rubin Carver
- DJ Qualls como Kyle Edwards
- Amy Smart como Beth Wagner
- Rachel Blanchard como Tiffany Henderson, namorada de longa distância de Josh
- Tom Green como Barry Manilow, o guia turístico da faculdade e narrador do filme
- Anthony Rapp como Jacob Schultz
- Fred Ward como Earl Edwards
- Andy Dick como funcionário do motel
- Ethan Suplee como Ed Bradford
- Jaclyn DeSantis como Heather
- Jessica Cauffiel como garota confundida com Tiffany Henderson
- Mia Amber Davis como Rhonda
- Mary Lynn Rajskub como Blind Brenda
- Kohl Sudduth como Mark
- Wendell B. Harris Jr. como Professor Anderson
- Rini Bell como Carla, colega de quarto de Tiffany
- Edmund Lyndeck como Jack Manilow, avô de Barry
- Ellen Albertini Dow como Mrs. Manilow, avó de Barry
- Horatio Sanz como cara francês do brinde
- Rhoda Griffis como mãe do grupo de turismo
- Jimmy Kimmel como voz de Corky

## Trilha sonora
- 1. "Mr. E's Beautiful Blues" - Eels
- 2. "Early Morning Stone Pimp" - Kid Rock feat. Uncle Kracker
- 3. "Early Morning" - Jungle Brothers
- 4. "It's Tricky" - Run-D.M.C.
- 5. "Anything, Anything (I'll Give You)" - Buckcherry
- 6. "Fortune & Fame" - The K.G.B.
- 7. "Pumping on Your Stereo" - Supergrass
- 8. "Lovin' Machine" - The Jon Spencer Blues Explosion
- 9. "I Wanna Rock" - Twisted Sister
- 10. "Voodoo Lady" - Ween
- 11. "I'm Gonna Fall" - Ash
- 12. "Inside My Love" - Minnie Riperton
- 13. "Fuck This LoversSex" - De La Soul feat. Road Trip